# لباس سباحة قطعة واحدة

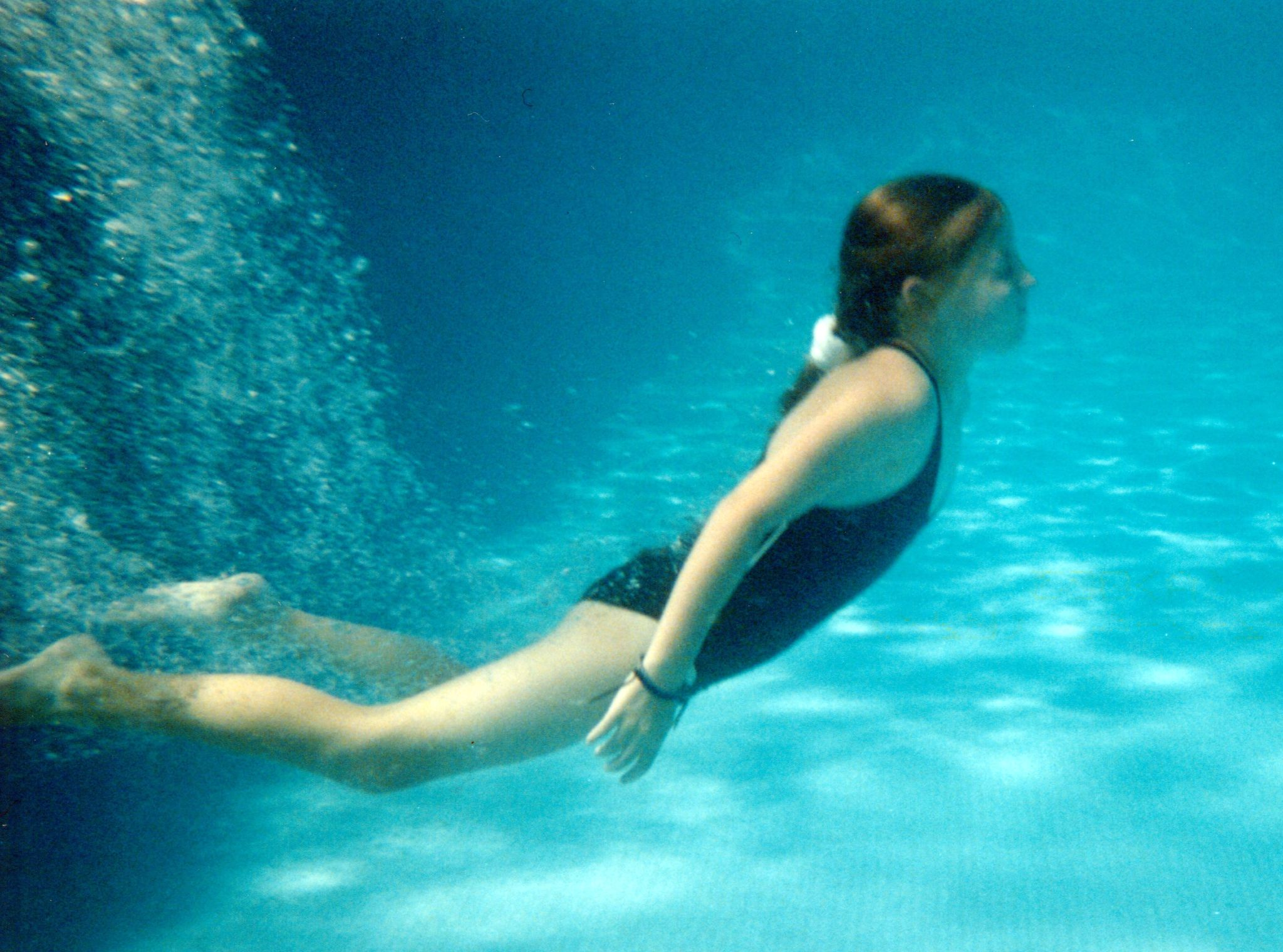
فتاة ترتدي لباس سباحة قطعة واحدة.

لباس سباحة قطعة واحدة هو نوع من لباس السباحة ترتديه بشكل أساسي النساء والفتيات عند السباحة في البحر أو في حمام السباحة أو لعب كرة الماء أو لأي نشاط تحت أشعة الشمس، مثل الاستحمام الشمسي. يتعبر هو والبكيني من أشهر ألبسة السباحة في الوقت الحاضر.